# STS-131
STS-131 (englisch Space Transportation System) ist die Missionsbezeichnung eines Raumflugs des US-amerikanischen Space Shuttles Discovery (OV 103) der NASA. Es war die 130. Space-Shuttle-Mission und der 38. Flug der Discovery.
Der Start erfolgte am 5. April 2010 um 10:21:22 UTC.

## Mannschaft
Am 5. Dezember 2008 wurde die Mannschaft benannt.
- Alan Poindexter (2. Raumflug), Kommandant
- James Dutton (1. Raumflug), Pilot
- Rick Mastracchio (3. Raumflug), Missionsspezialist
- Clayton Anderson (2. Raumflug), Missionsspezialist
- Dorothy Metcalf-Lindenburger (1. Raumflug), Missionsspezialistin
- Stephanie Wilson (3. Raumflug), Missionsspezialistin
- Naoko Yamazaki (1. Raumflug), Missionsspezialistin (JAXA/ Japan)

Dies war der letzte Flug eines Space Shuttles mit Weltraumneulingen.

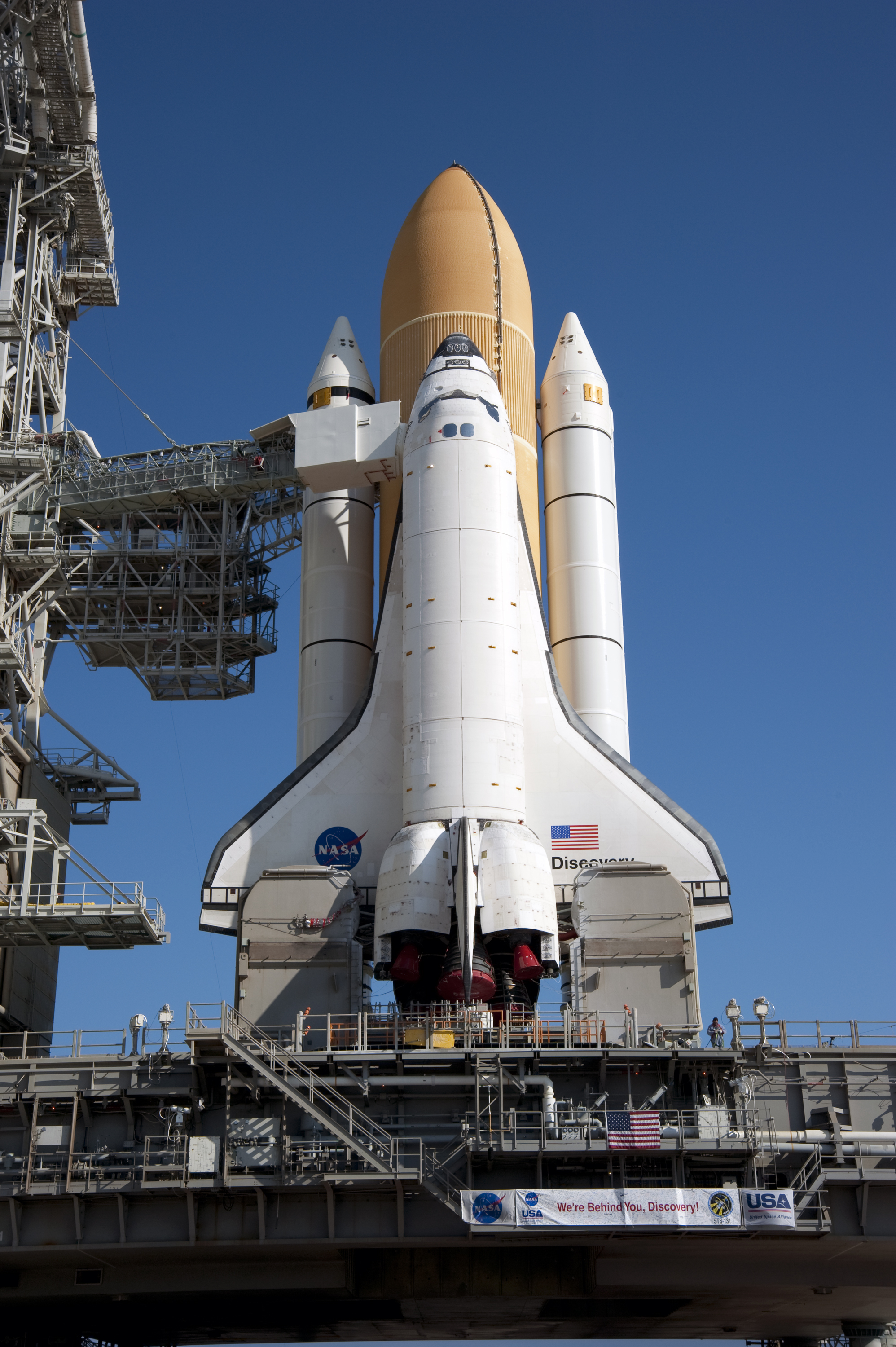
STS-131 am 3. März 2010

## Missionsüberblick
Bei der Mission STS-131 (ISS-19A) wurden das Logistikmodul Leonardo sowie der LMC-Träger genutzt, um Fracht zur ISS zu bringen. Darunter befand sich unter anderem ein Ammoniaktank, der mit STS-128 zur Erde zurückgeholt und nun wiederbefüllt zur Station zurückgebracht wurde. Im Rahmen von drei Weltraumausstiegen wurden der Austausch des Tanks sowie verschiedene Wartungsarbeiten an der Station durchgeführt.

## Missionsverlauf

### Start, Rendezvous und Kopplung
Der Start der Discovery zur Mission STS-131 erfolgte im ersten Anlauf bei perfektem Wetter planmäßig am 5. April 2010 um 10:21 UTC. Durch den Start kurz vor Sonnenaufgang wurde das Shuttle schon bald nach dem Abheben von der Sonne angestrahlt. Kurz zuvor hatte die ISS den Startplatz überflogen. Gegen 13:15 UTC stellte sich nach dem Öffnen der Ladebuchtluke beim Ausklappen der Ku-Band-Antenne heraus, dass die Datenübertragung zu den TDRS nicht funktionierte. Dadurch stand für das Shuttle keine ausreichende Echtzeitübertragungmöglichkeit während der Inspektion des Hitzeschildes mithilfe des Orbiter Boom Sensor System zur Verfügung, die Daten wurden stattdessen an Bord der Discovery gespeichert.
Am dritten Flugtag erfolgten mittels einer 10-sekündigen Feuerung des linken OMS-Triebwerkes letzte Kurskorrekturen. Danach führte die Discovery das Rendezvous Pitch Maneuver aus, bei dem die Crew der ISS die Hitzeschutzkacheln fotografiert. Um 7:44 UTC dockte die Discovery trotz des Ausfalls des Radars erfolgreich an das ISS-Modul Harmony an, um 9:11 UTC wurden die Luken zwischen Station und Orbiter geöffnet. Direkt nach der Begrüßung der ISS-Crew wurde mit der Übertragung der Daten aus dem Rendezvous Pitch Maneuver und aus der Inspektion des Hitzeschutzschildes des Vortages an die NASA begonnen. Dazu wurde die intakte Ku-Band-Antenne der ISS benutzt.

### Arbeiten an der ISS
Am vierten Flugtag hoben Stephanie Wilson und Naoko Yamazaki Leonardo mit dem Roboterarm der ISS (SSRMS) aus der Ladebucht der Discovery und dockten es an Harmony an. Etwa siebeneinhalb Stunden später wurden die Luken zwischen Leonardo und der ISS geöffnet und damit begonnen, die insgesamt acht Tonnen Fracht auszuladen. Rick Mastracchio und Clayton Anderson trafen Vorbereitungen für ihren Außenbordeinsatz am nächsten Flugtag, bei dem unter anderem ein neuer Ammoniaktank an die Station angebracht werden sollte.
Am fünften Flugtag führten Rick Mastracchio und Clayton Anderson den ersten Außenbordeinsatz durch. Dabei wurde der neue Ammoniaktank mit dem Roboterarm der ISS aus der Nutzlastbucht der Discovery gehoben und an einer vorläufigen Position an der Trägerstruktur der ISS befestigt. Dieses Vorgehen ist nötig, da der SSRMS nicht von einer Basis aus sowohl die Nutzlastbucht als auch die endgültige Position erreichen kann, sondern die Basis wechseln muss, während sich der Tank auf der Zwischenposition befindet. Des Weiteren wurde ein Experiment von der Außenstruktur des japanischen Moduls Kibō entfernt und ein defektes Gyroskop des Navigationssystems der ISS ausgetauscht.
Am sechsten Flugtag wurde bekanntgegeben, dass die Mission um einen Tag verlängert wird. Dadurch war genug Zeit vorhanden, um eine Untersuchung der Hitzeschutzkacheln vorzunehmen und die Daten zur Erde zu übertragen, während das Shuttle noch an der ISS angedockt war. Durch die defekte Ku-Band-Antenne der Discovery war es nötig, die Antenne der ISS zu benutzen. Es wurde weitere Fracht aus Leonardo in die Station transportiert, darunter die Window Observational Research Facility (WORF), die am gegen die Erde gerichteten Fenster des US-Moduls Destiny angebracht wurde. Rick Mastracchio und Clayton Anderson trafen Vorbereitungen für ihren nächsten Außenbordeinsatz, bei dem der neue Ammoniaktank an seine endgültige Position gebracht werden soll.

## Rückkehr

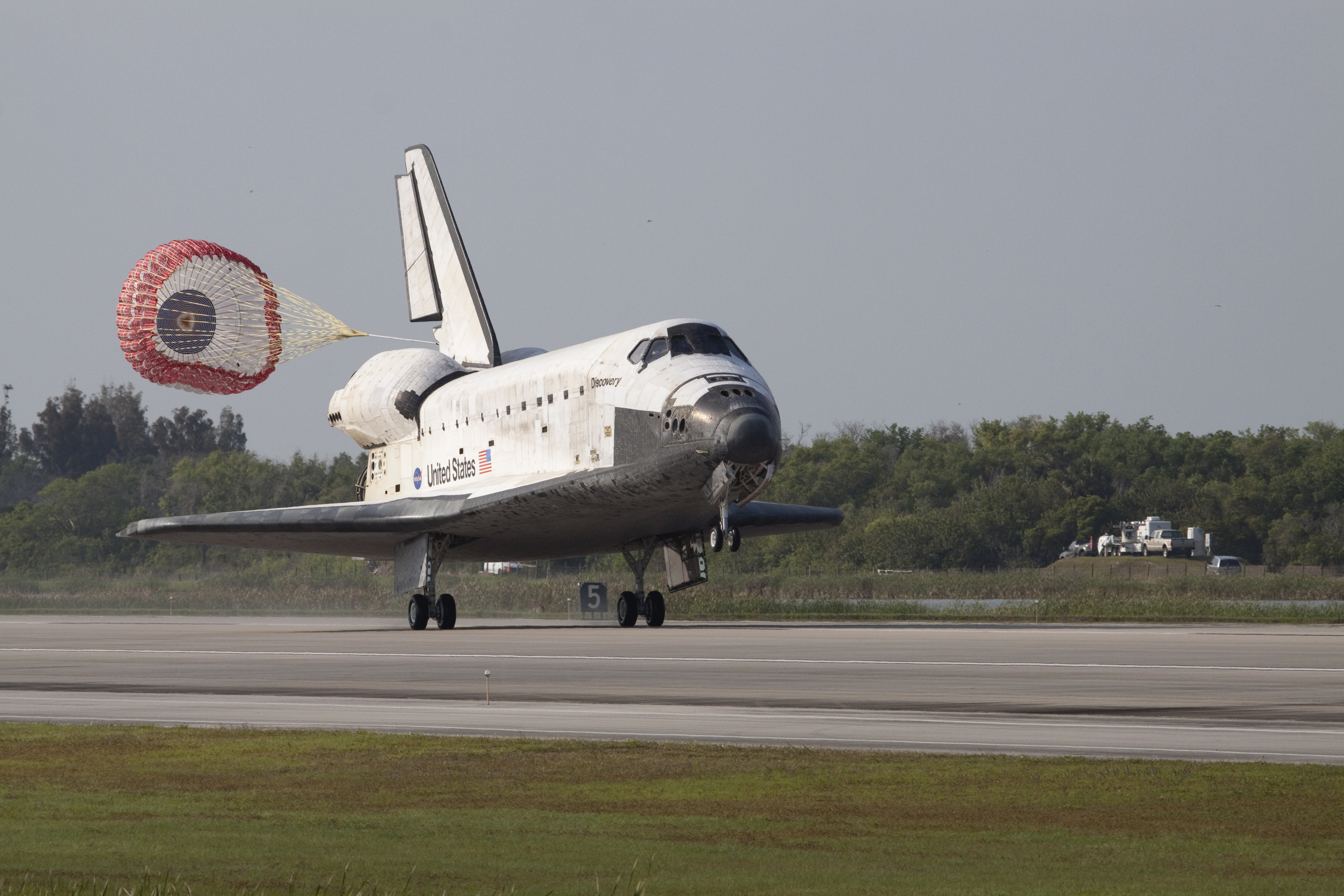
Landung am 20. April 2010

Die ersten beiden Landemöglichkeiten am 19. April in den Orbits 222 und 223 um 12:48 UTC bzw. 14:23 UTC konnten wegen zu niedriger Wolken am KSC nicht genutzt werden. Auch die dritte Möglichkeit im Orbit 237 am 20. April um 11:33 UTC am KSC musste aufgrund von Regen- und Nebelrisiko abgesagt werden. Schließlich wurde die vierte Landemöglichkeit genutzt. Die Bremszündung erfolgte um 12:06 für eine Landung um 13:08 UTC am KSC.